# Svartlandet (i Klovaskärs råsen, Kimitoön)
Svartlandet är en ö i Finland. Den ligger i Skärgårdshavet eller Norra Östersjön och i kommunen Kimitoön i landskapet Egentliga Finland, i den sydvästra delen av landet. Ön ligger omkring 74 kilometer söder om Åbo och omkring 160 kilometer väster om Helsingfors.
Öns area är 1,9 hektar och dess största längd är 220 meter i sydväst-nordöstlig riktning. Det finns inga samhällen i närheten.